# لیلا (بازیگر)
لیلا (به انگلیسی: Laila) (زاده ۲۴ اکتبر ۱۹۸۰) بازیگر هندی است.
از کارهای معروف او می‌توان به بازی در فیلم‌های دشمنان دنیا، سروزیر، پسر اجداد، انسان، از آسمان برای من زیاد رسید، دینا، شجاعت و سردار اشاره کرد.